# Vidlik
Vidlik — мини-альбом украинской электро-фолк группы ONUKA, изданный 8 февраля 2016 года на лейбле Vidlik Records и презентованный 9 апреля в киевском клубе «Sentrum». 25 февраля 2017 года, альбом был выпущен на грампластинке.

## История создания
В начале 2016 года был выпущен мини-альбом «Vidlik», тематика которого связана с Чернобыльской катастрофой и её влиянием. Мини-альбом стал первым релизом нового одноимённого лейбла, основанного в январе 2016 года. Авторами музыки стали Ната Жижченко и Евгений Филатов. Тексты написала Ната Жижченко, а в композиции «Svitanok» использован фрагмент стихотворения киевского стрит-арт художника Ежи Конопье.
В композиции «19 86» были использованы записи переговоров диспетчеров пожарных частей в день аварии. Мини-альбом состоит из пяти композиций на украинском и английском языке.
Тема Чернобыля интересовала Нату с детства. Её отец был одним из ликвидаторов последствий аварии на АЭС. Дипломная работа Наты в институте была посвящена влиянию Чернобыльской катастрофы на культуру Полесья. В записи в блоге Ната отметила, что регулярные поездки в Зону отчуждения подпитывают её вдохновение.
Презентация альбома состоялась 9 апреля 2016 года в киевском клубе Sentrum.
В том же 2016 году композиция «Other» была исполнена ко Дню Конституции Украины вместе с Национальным оркестром народных инструментов

## Награды и достижения
Музыку с мини-альбома использовали в телевизионном документально-драматическом фильме Светланы Усенко «Расщепленные на атомы», посвященном тридцатой годовщине Аварии на Чернобыльской АЭС, который показали 26 апреля 2016 на телеканале «1+1».
В 2018 году клип на песню «Vidlik» из одноимённого альбома вошел в официальную программу Berlin Fashion Film Festival (BFFF) - одного из главных фестивалей fashion-фильмов в мире. Клип был представлен в четырёх номинациях: «Лучший новый артист», «Лучшее музыкальное видео», «Художник-постановщик», «Стайлинг».

## Список композиций
| №                   | Название            | Длительность |
| ------------------- | ------------------- | ------------ |
| 1.                  | «Svitanok»          | 4:44         |
| 2.                  | «Vidlik»            | 4:39         |
| 3.                  | «Other (Intro)»     | 2:06         |
| 4.                  | «Other»             | 5:39         |
| 5.                  | «19 86»             | 5:40         |
| Общая длительность: | Общая длительность: | 22:48        |

| №                   | Название            | Длительность |
| ------------------- | ------------------- | ------------ |
| 1.                  | «Svitanok (A)»      | 4:44         |
| 2.                  | «Vidlik (A)»        | 4:39         |
| 3.                  | «Intro (A)»         | 2:06         |
| 4.                  | «Other (B)»         | 5:39         |
| 5.                  | «19 86 (B)»         | 5:40         |
| Общая длительность: | Общая длительность: | 22:48        |

## Чарты
| Год  | UK iTunes Album Chart | Swiss iTunes Album Chart | French iTunes Album Chart | German iTunes Album Chart |
| ---- | --------------------- | ------------------------ | ------------------------- | ------------------------- |
| 2017 | 26                    | 28                       | 19                        | 11                        |

## История релиза
| Регион  | Дата            | Лейбл          | Формат           |
| ------- | --------------- | -------------- | ---------------- |
| Украина | 8 февраля 2016  | Vidlik Records | ЦД, Компакт-диск |
| Украина | 25 февраля 2017 | Vidlik Records | ГП               |